# 1811 en Italie
Chronologie de l'Italie
- 1807
- 1808
- 1809
- 1810
- 1811
- 1812
- 1813
- 1814
- 1815

## Événements
- 13 mars : bataille de Lissa[1], bataille navale de la campagne de l'Adriatique, qui se déroule au large de l'île de Lissa (actuellement Vis, en Croatie), durant les guerres napoléoniennes et se solde par une victoire britannique sur la flotte franco-italienne.

## Culture

### Opéras créés en 1811
- 19 janvier : création de Una fatale supposizione (it), opéra en un acte (farsa per musica) de Carlo Coccia, livret de Giuseppe Maria Foppa, au Teatro San Moisè de Venise ;
- 19 octobre : création de Amor muto, opéra en un acte (opera buffa) de Giuseppe Farinelli, livret de Giuseppe Maria Foppa, au Teatro San Moisè de Venise ;
- 26 octobre : L'equivoco stravagante (L'extravagant quiproquo), opera buffa (dramma giocoso per musica) en deux actes de Gioachino Rossini, livret de Gaetano Gasbarri, créé au Teatro del Corso de Bologne ;
- 1er novembre : I solitari (it), opéra en un acte (melodramma di sentimento) de Carlo Coccia, livret de Gaetano Rossi, créé au Teatro San Moisè de Venise ;

## Naissances en 1811
- 25 février : Agostino Bausa,  religieux dominicain, missionnaire au Kurdistan, créé cardinal par le pape Léon XIII en 1887, devient archevêque de Florence en 1889. († 15 avril 1899)
- 26 février : Francesco Paolo Ciaccio, patriote de l'Unité italienne. († 30 septembre 1885)
- 27 février : Cristoforo Bonavino, écrivain, journaliste et philosophe, prêtre suspendu a divinis pour ses idées, ardent défenseur du rationalisme, fondateur du journal hebdomadaire La Ragione (La Raison). († 12 septembre 1895)
- 22 mai : Giulia Grisi, chanteuse lyrique (soprano) († 29 novembre 1869)
- 21 octobre : Filippo Colini, chanteur d'opéra (baryton), créateur de différents rôles dans des opéras de Giuseppe Verdi. († mai 1863).
- 14 novembre : Vincenzo Jacovacci, impresario et directeur d'opéra. († 30 mars 1881).
- 28 novembre : Ignazio Marini, chanteur d'opéra (basse), créateur de différents rôles dans des opéras de Gaetano Donizetti, Saverio Mercadante et de Giuseppe Verdi. († 29 avril 1873).

## Décès en 1811
- 20 janvier : Giovanni Antonio Galignani, 64 ans, libraire, cartographe et éditeur. (° 1757)
- 26 mai : Liberale Cozza, 52 ans, peintre, actif principalement à Venise et Brescia, dans un style néo-classique. (° 20 juillet 1768)
- 20 juin : Clemente Bondi, 78 ans, religieux jésuite, poète, traducteur de Virgile et d'Ovide et bibliothécaire. (° 27 juin 1742).
- 28 octobre : Gasparo Pacchiarotti, 81 ans, chanteur d'opéra, le castrat le plus célèbre de la fin du XVIIIe siècle, à la réputation comparable à celle de Farinelli. (° 21 mai 1740)
- 11 novembre : Domenico Del Frate, 56 ans, peintre, connu pour ses fresques décorant divers palais à Rome et le palais ducal de Lucques. (° 15 juin 1765).